# Бюст-паметник на Христо Ботев (Ботевград)
Вижте пояснителната страница за други значения на Ботев.
Бюст-паметникът на Христо Ботев се намира в двора на Професионална гимназия по техника и мениджмънт „Христо Ботев“ в Ботевград.

## История
Инициатор за построяването му е Карл Йосифов. През лятото на 1937 г. е готов художественият проект на бюста, който е изработен от Иван Христов – художник, скулптор и учител в гимназията в Ботевград. През 1938 г. делегация, водена от Карл Йосифов внася в Министерство на войната и прави постъпки за неговото по-бързо утвърждаване. Междувременно след отправено искане към общината е определено място за поставяне на паметника в западната част на града между ул. „Гурко“ и ул. „Гресерска“.
На 6 декември 1938 г. е тържественото положен основният камък на бюст-паметника на Христо Ботев, който паметник се строи между централния път София – Ботевград – Плевен и главната улица „Гурко“. В 6 часа сутринта в църквата „Св. Възнесение“ е отслужена литургия, на която присъстват много граждани, дежурните класове от гимназията и прогимназията, свещеникът Кирил Гечевски, архиерейският наместник и свещеник Антим Попвасилев. След привършване на божествената литургия Негово благоговейнство свещеник Кирил Гечевски кани присъстващите богомолци да присъстват и на тържеството по случай полагането на основния камък на Ботевия паметник. Образува се процесия до мястото, където се извършва тържеството, начело са официалните лица, учащата младеж с музиката на гимназията, една почетна рота от местния гарнизон с офицерския корпус и военната музика и множество граждани. Площадът, образуван от две улици, се изпълва с граждани, учащи и военни. Военната музика дава знак за започване на тържествената служба, извършена от Негово благоговейнство свещеник Кирил Гечевски в съслужение със свещеник Антим Попвасилев и при участието на църковния хор. При завършване на религиозната церемония свещеник Антим Попвасилев произнася прочувствена реч, в която очертава големите заслуги на Ботев като вдъхновител на борците за свободата и като създател на една нова велика култура, след което прочита акта, който е сложен в основата на паметника. След свещеник Антим Попвасилев произнася вдъхновена реч и Атанас Нинов, който обрисува възторжения образ на Христо Ботев, като възвеличава заслугите на Карло Йосифов за увековечаване паметта на Ботев. Той изтъкна, че ако един чужденец в голямата си любов към българския народ и неговите идеали е направил една чувствителна жертва, то дълг е ние да се въодушевим от такъв пример и посветили се на истинската обществена служба да догоним пропуснатото до днес. Тържеството завършва с декламации за Ботеви стихотворения, изпълнени от ученици от първоначалното училище, прогимназията и гимназията, изслушани с умиление от голямото мнозинство граждани.
Бронзовата скулптура на Христо Ботев е изляна в металолеярната работилница на Борис Константинов във Враца. Приета е от комисия в състав околийският управител Ст. Тодоров, кметът Иван Савов, художника Иван Д. Христов и Карл Йосифов.
В навечерието на откриването пред паметника с военна церемония е произведена първата заря. Сутринта на 2 юни 1939 г. пред събралите се граждани реч произнася кмета Иван Савов, а лентата е прерязана от началника на ботевградския гарнизон подполоковник Дяковски.
През 1962 г., когато отваря врати новото училище – Техникум по механоелектротехника, бюст-паметникът е преместен в неговия двор.